# Široké sedlo
Široké sedlo (slowakisch auch Široké pole; deutsch Breiter Sattel oder Breites Feld, ungarisch  Széles-nyereg, polnisch Szeroka Przełęcz Bielska) ist ein 1825 m n.m. hoher Sattel (Pass) im slowakischen Gebirge Belianske Tatry (deutsch Belaer Tatra). Er befindet sich im mittleren Teil des Hauptkamms, zwischen den Bergen Ždiarska vidla (2142 m n.m.) westlich und Hlúpy (2061 m n.m.) östlich des Sattels und verbindet die Täler Monkova dolina nördlich und Zadné Meďodoly südlich des Hauptkamms. Die nördlichen Hänge werden über den Bach Rígeľský potok, eines Nebenflusses der Biela im Einzugsgebiet des Poprad entwässert, die südlichen gehören zum Einzugsgebiet des Meďodolský potok, eines Nebenflusses der Javorinka im Einzugsgebiet des Dunajec.
Die Gegend war lange vor dem Aufkommen des Tourismus bekannt und wurde von Jägern, Hirten und Kräutersammlern besucht. Der Frater Cyprian (bürgerlich Franz Ignaz Jaschke) aus dem Roten Kloster sammelte gegen 1760 Kräuter in der unmittelbaren Umgebung des Sattels. Aus den alten Saumpfaden entstand später ein Wanderweg von Ždiar und Monkova dolina zum Sattel Kopské sedlo am Übergang in die Hohe Tatra. Dieser wurde 1980 durch die Verwaltung des Tatra-Nationalparks gesperrt, 1993 aber als grün markierter Lehrpfad in Richtung von Ždiar zum Kopské sedlo wieder freigegeben. Seit dem 15. Juni 2009 ist dieser Lehrpfad wieder ein in beiden Richtungen begehbarer Wanderweg (rot markiert), somit ist Široké sedlo das einzige touristisch erschlossene Objekt im Hauptkamm der Belianske Tatry. Ein nicht markierter Pfad vom Široké sedlo zum Gipfel der Ždiarska vidla bleibt wegen Naturschutz gesperrt.